# Слободан Владушић
Слободан Владушић (Суботица, 9. мај 1973) српски je универзитетски професор, књижевник и есејиста.

## Биографија
Oсновну школу (1980–1988) и средњу школу (1988–1992) завршио је у Суботици. Дипломирао је на Филозофском факултету у Новом Саду, Одсек за српску књижевност и језик (1993–1998). Гoдину дaнa je прoвeo кao лeктoр зa српски jeзик нa Унивeрзитeту Aдaм Mицкијевич у Пoзнaњу. Магистрирао је 2005. на Филозофском факултету у Новом Саду са темом „Дезинтеграција мотива мртве драге у српској поезији ХХ века“, а докторску дисертацију под насловом „Слике европских метропола у прози Милоша Црњанског“ одбранио 2008.
Од октобра 1998. до марта 1999. био је уредник критике у часопису Реч. У току 2001. године био је три месеца хонорарни уредник на Телевизији Суботица. Био је уредник Летописа Матице српске (2013–2016). Oснoвao je Цeнтaр зa истрaживaњe и пoпулaризaцију српскe књижeвнoсти при Oдсeку зa српску књижeвнoст нa Филoзoфскoм фaкултeту у Нoвoм Сaду, као и „Блогераму”, курс писања блогова за ученике 4. разреда средњих школа.
Тренутно је запослен на Филозофском факултету у Новом Саду на Одсеку за српску књижевност и језик као редовни професор. Уз академску каријеру активно негује и списатељску. Члан је књижевне групе П-70, заједно са Владимиром Кецмановићем, Николом Маловићем, Дејаном Стојиљковићем и Марком Крстићем.
Публицистику је објављивао у НИН-у, Недељнику и Печату.

Узоре немам. Постоје писци које волим, које читам, о којима размишљам и о којима пишем, али то нису узори. То су моји пријатељи у прошлости. Ја сам тренутно живи представник нашег друштва, а када то не будем, надам се да ће бити неко, па да нас све поново окупи у својој свести.

— Слободан Владушић

## Награде и признања
- Награда „Милан Богдановић”, за критички текст о књизи Киша и хартија Владимира Тасића.[4]
- Награда „Борислав Пекић”, за синопсис романа Forward, 2009.[4]
- Награда „Златни сунцокрет”, за роман Forward, 2009.[4]
- Награда „Исидора Секулић”, за студију Црњански, мегалополис, за 2011.[5]
- Награда „Меша Селимовић”, за роман Ми, избрисани, за 2013.[6]
- Награда „Лаза Костић”, за књигу есеја Књижевност и коментари, 2018.
- Награда „Ђорђе Јовановић”, за књигу есеја Књижевност и коментари, 2018.
- Награда „Јанко Веселиновић”, за роман Велики јуриш, 2019.[7]
- Награда „Светозар Ћоровић”, за роман Велики јуриш, Билећа 2019.[8]
- Награда „Бескрајни плави круг”, за роман Омама, за 2021.[9]

## Дела

### Периодика
Прозом, преводима, стручним радовима и критиком заступљен је у листовима и часописима: Реч (1996–2000), Pro Femina (1996, 1997), Поља (1996–1998, 2008, 2011), Свеске (1997, 1998), Књижевна реч (1997), Летопис Матице српске (1997–2004, 2006, 2011, 2013–2017), Књижевна критика (1998), Књижевне новине (2000, 2001), Луча (2000), Северни бункер (2000, 2001, 2003), Књижевни гласник (2001), Књижевни магазин (2001, 2012, 2013), Повеља (2001), Златна греда (2002, 2004, 2006, 2010–2012), Књижевна историја (2002, 2005), Градина (2003), Кораци (2004, 2006), Политика (2004, 2005), Наслеђе (2004, 2006, 2009, 2010), Стање ствари (2005, 2006), Књижевни лист (2005), Књижевност (2005, 2008), Руковет (2006), Годишњак Филозофског факултета (2007, 2009, 2010, 2012, 2016, 2017), Раскршћа (2007), Култура (2009, 2013), Анали Борислава Пекића (2009), Всесвіт (Украјина, 2009), Нова српска политичка мисао (2009), Pravo & Društvo (2010), Свеске Задужбине Иве Андрића (2010–2012), Нова Зора (2011), Социолошки преглед (2012), Октоих (2013), Наш траг (2013).

### Књижевнотеоријска дела
- Дегустација страсти, есеји, Књижевна омладина Србије, Београд 1998. COBISS.SR-ID - 161805063[мртва веза]
- На промаји: студије, есеји и критике, Агора, Зрењанин 2007. COBISS.SR-ID - 223394311[мртва веза]
- Портрет херменеутичара у транзицији, стручна монографија, Дневник, Нови Сад 2007. COBISS.SR-ID - 224084999[мртва веза]
- Ко је убио мртву драгу?, стручна монографија, Службени гласник, Београд 2009. COBISS.SR-ID - 168931340[мртва веза]
- Црњански, Мегалополис, стручна монографија, Службени гласник, Београд 2011. COBISS.SR-ID - 186356748[мртва веза]
- Књижевност и коментари: упутство за оружану побуну, есеји, Службени гласник, Београд 2017. COBISS.SR-ID - 247240460[мртва веза]
- Завет и мегалополис, есеји, Битије, Београд, 2020.[10]

### Књижевноуметничка дела
- Forward: krimikomedija, роман, Стубови културе, Београд 2009. COBISS.SR-ID - 167705100[мртва веза]
- Ми, избрисани: видео-игра, роман, Лагуна, Београд 2013. COBISS.SR-ID - 200621324[мртва веза]
- Велики јуриш, роман, Лагуна, Београд 2018. COBISS.SR-ID - 267594508[мртва веза]
- Омама, роман, Лагуна, Београд 2021. COBISS.SR-ID - 38233865[мртва веза]

### Остало
- Košarka to je Partizan: mit o Košarkaškom klubu Partizan, монографија (2016).
- Тенисер, драма која се изводила у Народном позоришту у Суботици.